# جامعة طرابلس الأهلية
جامعة طرابلس الأهلية (بالإنجليزية: University of Tripoli Al-Ahlia) هي جامعة ليبية خاصة تقع في منطقة جنزور بمدينة طرابلس. تأسست الجامعة في عام 1999، وتُعتبر من أوائل الجامعات الخاصة في ليبيا التي حصلت على الاعتماد المؤسسي والبرامجي من المركز الوطني لضمان جودة واعتماد المؤسسات التعليمية والتدريبية.
وقد بدأت الجامعة مسيرتها العلمية بسبعة أقسام علمية هي : قسم إدارة الأعمال, قسم المحاسبة, قسم القانون, قسم اللغة الإنجليزية, قسم الهندسة المعمارية والتخطيط العمراني, قسم الحاسوب, قسم التمويل والمصارف .
وقد حصلت الجامعة على الاعتماد المبدئي المؤسسي من مركز ضمان جودة واعتماد مؤسسات التعليم العالي بتاريخ 20 / 7 / 2008 .

## الكليات والتخصصات
تضم الجامعة مجموعة من الأقسام العلمية التي تمنح درجة البكالوريوس في تخصصات متنوعة، وهي:
كلية الاقتصاد والعلوم الإدارية
- قسم إدارة الأعمال
- قسم المحاسبة

كلية القانون
- قسم القانون

كلية تقنية المعلومات
- قسم تقنية المعلومات
- قسم الذكاء الاصطناعي وعلوم البيانات
- قسم الأمن السيبراني
- قسم الشبكات والاتصالات

كلية العلوم الطبية
- قسم المختبرات الطبية
- قسم العلوم الصيدلانية

كلية اللغات
- قسم اللغة الإنجليزية

كلية الهندسة والعمارة
- قسم العمارة والتخطيط الحضري
- قسم التصميم الداخلي

## وصلات خارجية
- الموقع الرسمي